# Nurboł Żumaskalijew
Nurboł Żardiemowicz Żumaskalijew (oryg. Нурбол Жардемович Жумаскалиев; ur. 11 maja 1981 w Uralsku) – piłkarz kazachski. Gra na pozycji środkowego napastnika albo ofensywnego pomocnika.
Jest gwiazdą reprezentacji i jednym z najlepszych strzelców w historii tego kraju. Przez wiele lat grał w drużynie Toboł Kostanaj. W 2003 roku był w składzie tego zespołu, gdy w Pucharze Intertoto pokonał na wyjeździe 3:0 Polonię Warszawa. Nigdy nie był królem strzelców Суперлига, czyli Kazachskiej Superligi, ale zawsze jest w czołówce klasyfikacji strzelców tejże. W 2011 roku występował w klubie Łokomotiw Astana, po zaledwie roku powrócił jednak do poprzedniej drużyny.
Polscy kibice mogli go obejrzeć w akcji w 2006 roku, podczas meczu Kazachstan-Polska rozegranym w Ałmaty.